# Bohunice (okres Prachatice)
Obec Bohunice (německy Bohonitz) se nachází v okrese Prachatice, kraj Jihočeský, zhruba 13,5 km severně od Prachatic a 15 km jjv. od Strakonic. Leží v Šumavském podhůří (podcelek Bavorovská vrchovina, okrsek Husinecká vrchovina), při soutoku Podhorského a Dubského potoka. Žije zde 43 obyvatel.

## Historie
První písemná zmínka o obci pochází z roku 1315.

## Dřevobetonový most
V prosinci roku 2019 byl uveden do provozu ojedinělý dřevobetonový most přes Podhorský potok.  Most nahradil původní železobetonový z roku 1956. Dřevobetonový most je ekologický, inovativním způsobem využívá kůrovcové smrkové dřevo k výrobě nosné desky mostu, složené z 29 nosníků spřažených předpjatými nerezovými kotvami. Most má délku 12 m, nosnost je označena značkou 12 tun (jediné vozidlo 24 tun), jeho skutečná nosnost je vyšší.
Most je vybaven monitorovacím systémem Smart Timber Bridge, který pomocí čidel umožní správci nepřetržitě sledovat důležité informace o stavu mostu, například namrzlou vozovku nebo přetížení a další údaje, které pomohou při stanovení termínů oprav mostu, případně rychle reagovat. Systém působí preventivně před vznikem poruch na dřevěných konstrukcích a tím pomůže uspořit finanční prostředky. Most této technologie je první v Česku.

## Galerie

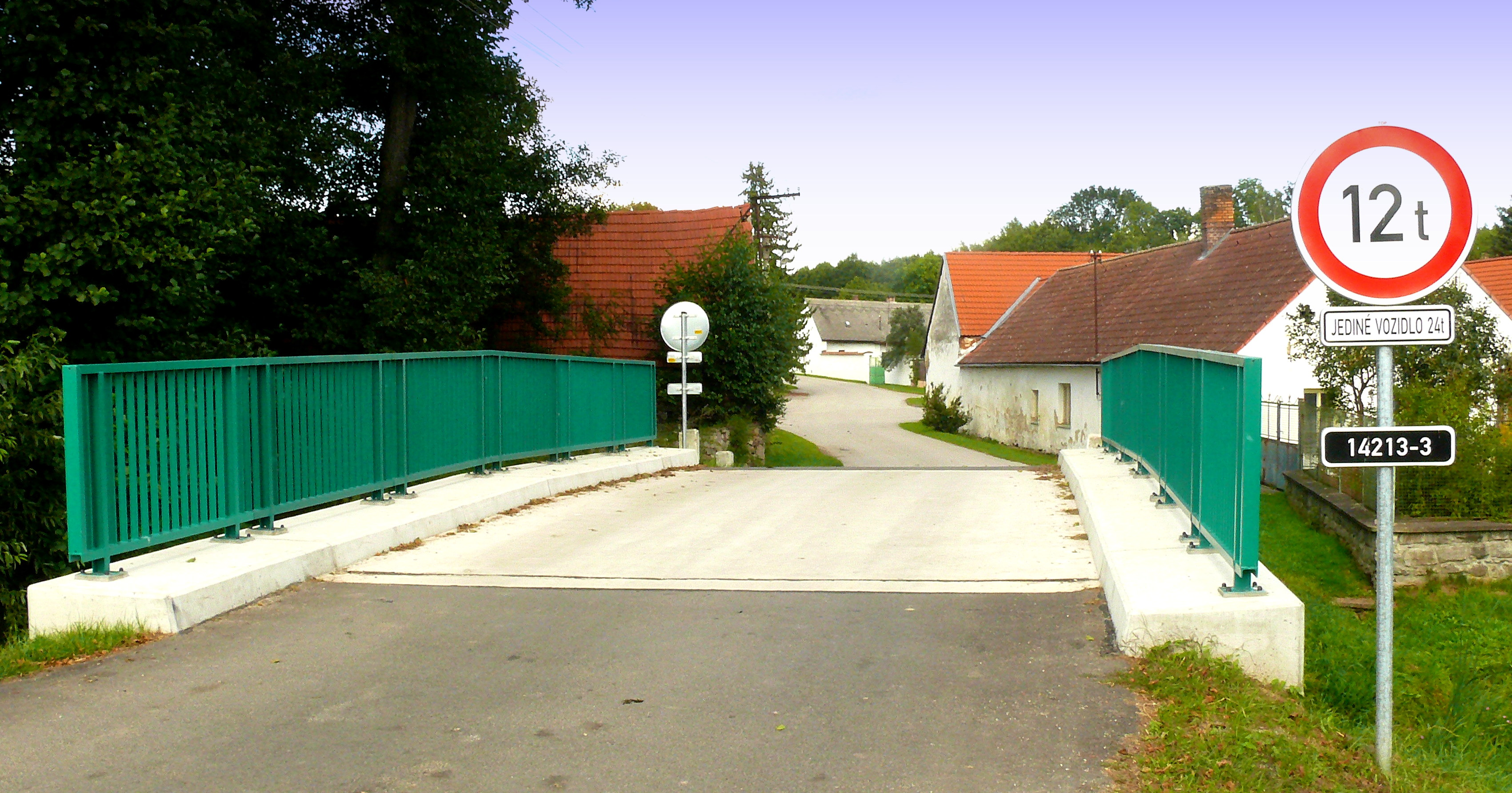
Celkový pohled
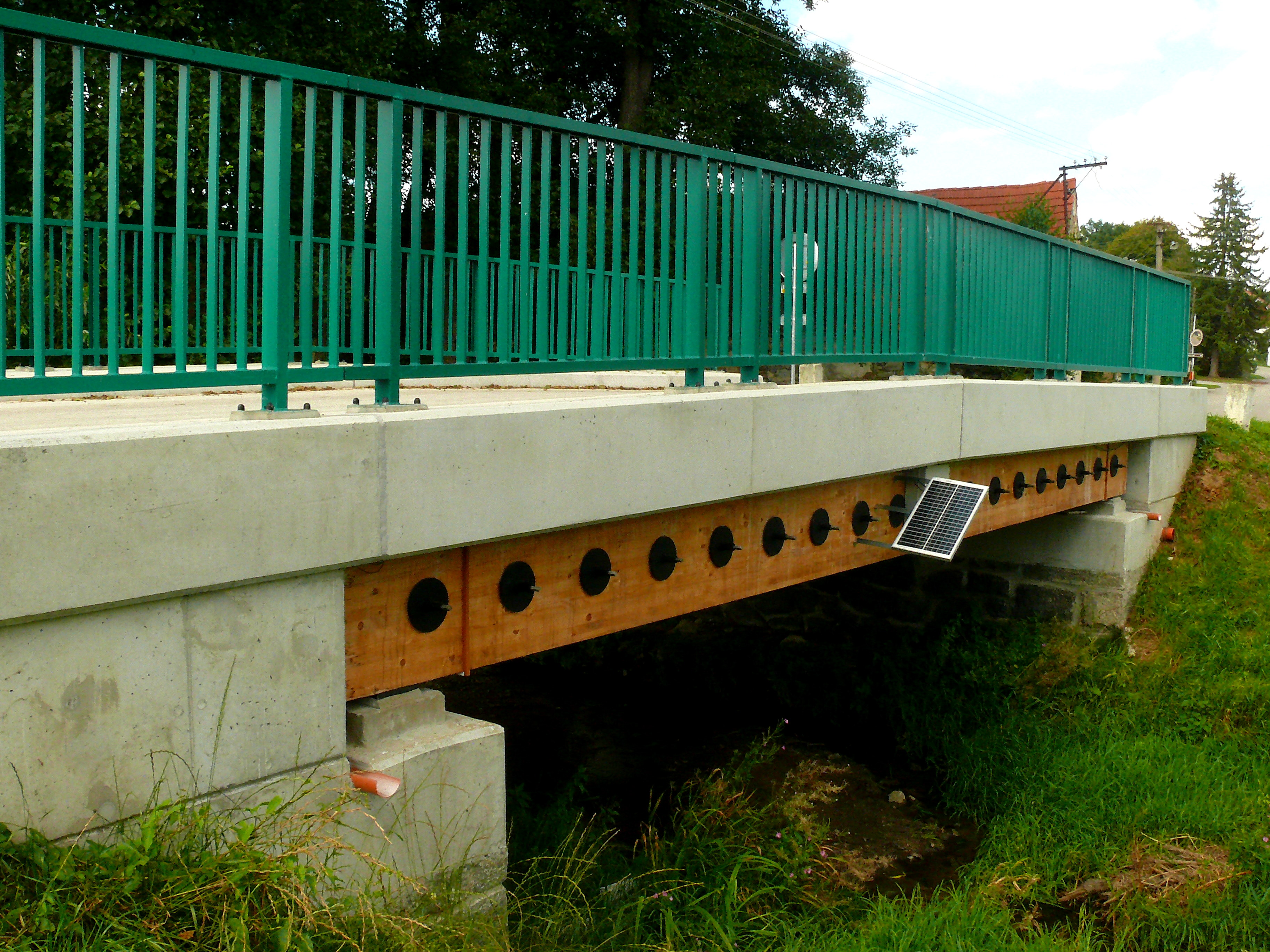
Pohled zprava
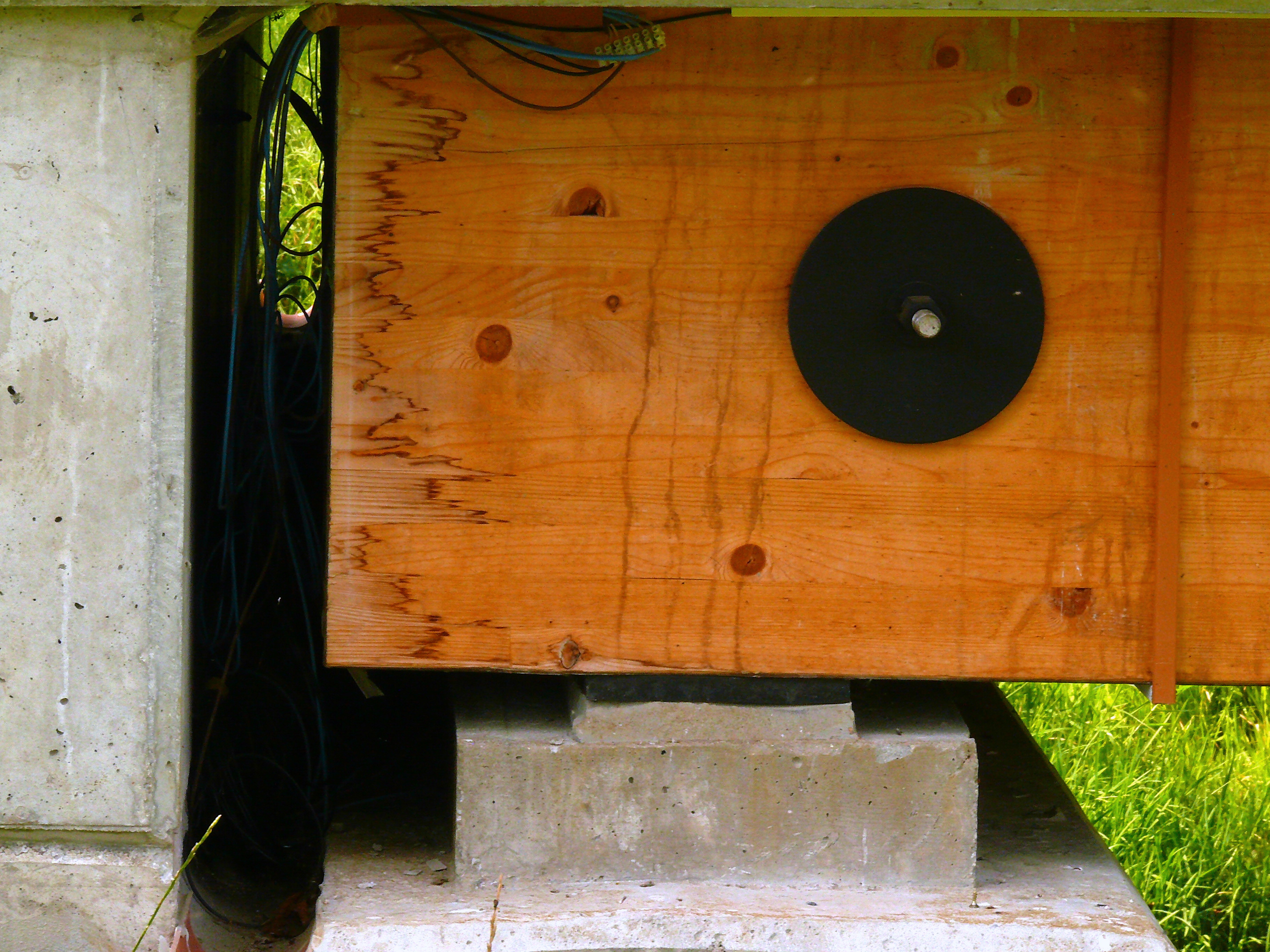
Detail uložení
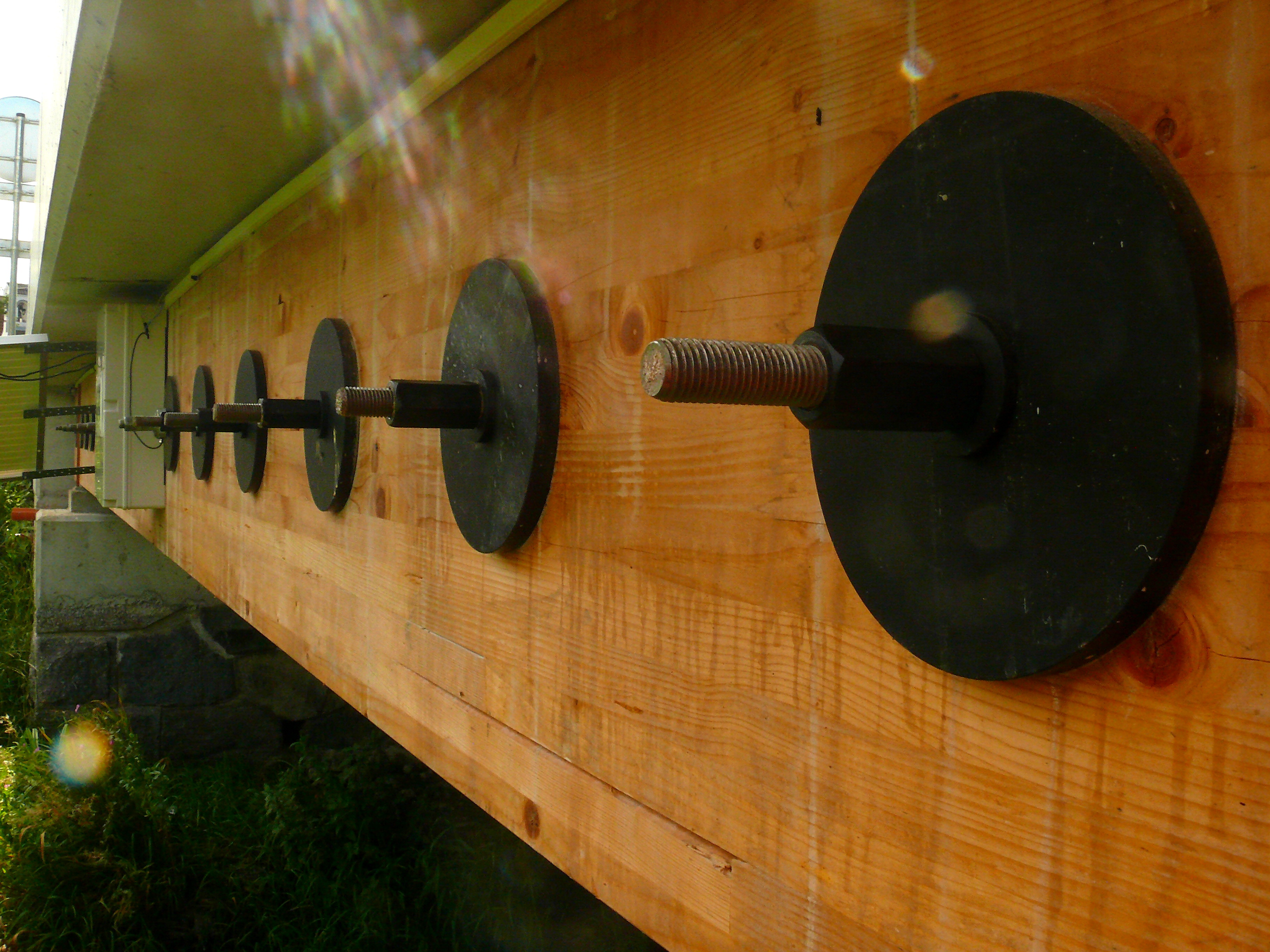
Ukončení předpínacích kotev